# Isolde

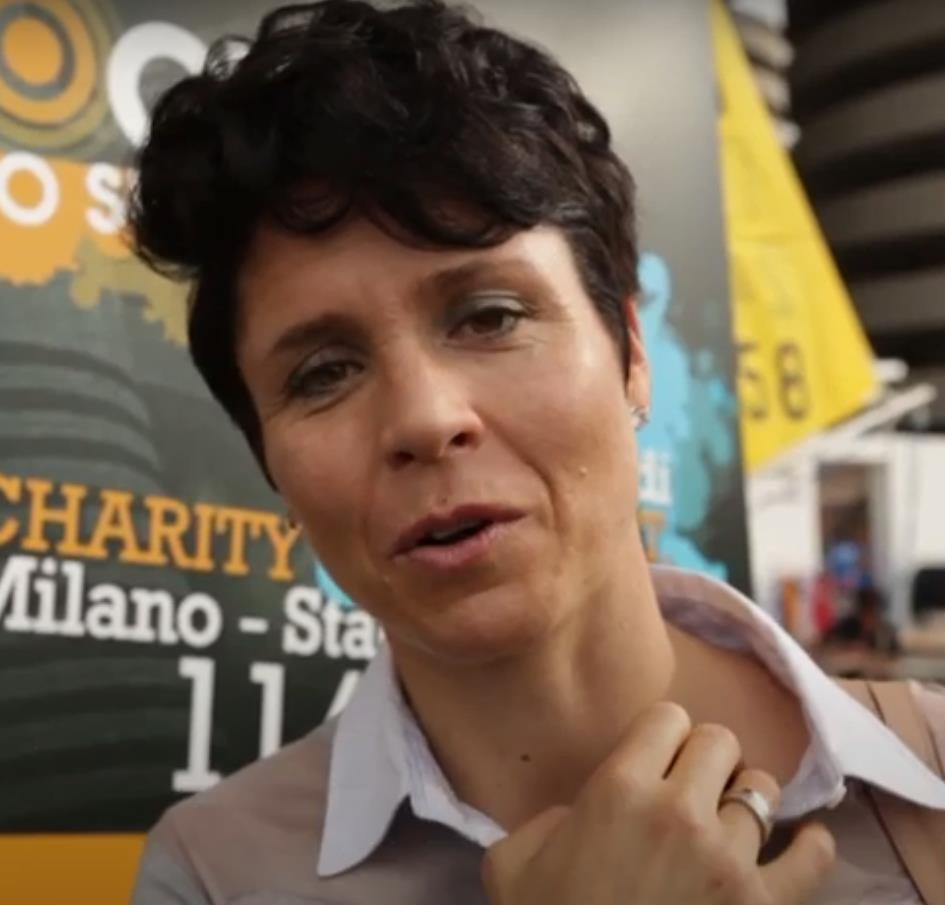
Isolde Kostner, 2014.

Isolde är ett kvinnonamn av walesiskt ursprung, som eventuellt betyder "skön".
Namnet saknar namnsdag i Sverige, men 1011 kvinnor bar namnet 2019.

## Personer med förnamnet Isolde
- Isolde Kostner, italiensk alpin skidåkare
- Isolde Kurz, tysk författare
- Izolda Barudžija, kroatisk sångerska

## Fiktiva
- Isolde – en av huvudpersonerna i berättelsen om Tristan och Isolde